# San Rafael del Sur
San Rafael del Sur – miasto w Nikaragui; 31 800 mieszkańców (2006). Przemysł spożywczy, włókienniczy.